# Богатырь, Светлана Захаровна
Светлана Захаровна Богатырь (род. 24 июня 1945 года, Киев) — российская художница, живописец, график, член Союза художников.

## Биография
Родилась 24 июня 1945 года в Киеве.
С 12 лет жила в Москве. Образование: высшее художественноеполучено[где?].
В возрасте 24-х лет стала членом Союза художников (секция живописи).

## Творчество
«В юности я поставила перед собой задачу воссоздать в холстах мир таким, каким он является он мне: прекрасным, таинственным, хрупким, никогда не постижимым до конца; полным страдания и счастья… Он такой, каким его творили до нас. Сейчас — наша очередь».
 «В моих работах нет грязи, агрессии и мрака. Я их рассматриваю как противовес негативу, которого, к сожалению, много и в жизни и искусстве», — говорит художница.
C 1991 г. Светлана Богатырь живёт «между Россией и Францией».

У Светланы Захаровны прошло 40 персональных выставок; также, она участвовала более, чем в 50-ти групповых выставках.

Её работы находятся в музеях и частных коллекциях России, Европы и Америки:
- в Государственной Третьяковской галерее (Москва),
- Государственном Русском музее (Санкт-Петербург),
- Музее Изобразительных Искусств (Тбилиси),
- Художественном музее Джейн Воорхеес Зиммерли (США) — собрание Нортона и Нэнси Додж искусства нонконформистов из СССР,
- Музее Русского Современного Искусства (Нью Джерси, США),
- коллекции ИНСЕРМ (Франция),
- и других частных коллекциях России, Европы и Америки.

## Основные серии работ Светланы Захаровны
- 1974—1975 — «Музыканты и персонажи»
- 1976—1977 — «Аксиомы»
- 1978—1979 — «Иллюзии»
- 1980—1990 — «Прозрачные пространства»
- 1984—1985 — «Метро»
- 1986—1987 — «Набережные»
- 1986—1988 — «Идущие»
- 1988—1989 — «Рассеченные пространства»
- 1989—1990 — «Падение Икара»
- 1990—2000 — «Новые прозрачные пространства»
- 1996—1999 — «Прозрачное искусство»
- 2001—2003 — «Эйдосы»
- 2002—2004 — «Образ и число»
- 2004—2007 — «Тайна. Душа и интеллект»
- 2007—2010 — «Звук = Образ = Число»
- 2010—2016 — «Мы — одно»

## Труды художницы
- Книга-альбом «Персональная Вселенная», Москва, 2008 год, 168 стр.
- Книга, в соавторстве с С. Шацем «Три подвига Сумбурука», Пало Алто * Таллинн, 2004 год, 175 стр.
- «Письмо к Марине Бессоновой» в книге «Марина Бессонова. Избранные труды», стр. 318—322, 2004, Москва
- Журнал «Terra Nova», текст «Секреты сада расходящихся тропинок» No 5, ноябрь 2005, США
- Журнал «Человек», текст «Что я делаю и почему», стр. 128—134, январь, 1991 год
- Текст в каталоге несостоявшейся выставки: «С. Богатырь, Ю. Желтов, Н. Посядо, Д. Терехов», Москва, 1989 год

## Выставки

### Персональные выставки
- 2016 — «Звук=Образ=Свет», Государственный музей изобразительного искусства Республики Татарстан (ГМИИ РТ), Казань
- 2015 — «Мы — Одно», «Галерея на Чистых прудах», Москва
- 2015 — «Звук = Свет = Путь», Музей А. Н. Скрябина, Москва
- 2013—2014 «Музыка — язык души», Орфей, Российский государственный музыкальный радиоцентр, Москва
- 2013 — «Тайна звука», Музей С. С. Прокофьева, Москва
- 2013 — «Nous sommes l’Unité» («Мы — Одно»), la Galerie des Molières, Miramas, France
- 2012 — «Творчество = Познание», Музейно-выставочный Центр, г. Электросталь
- 2012 — «Персональная Вселенная», г. Богородск (Ногинск)
- 2009 — «Звук=Образ=Число», Дом Ученых, г. Пущино
- 2009 — «Звук=Образ=Число», Государственный музей музыкальной культуры им. М. И. Глинки, Москва
- 2008 — «Рисунки Светланы Богатырь», галерея «Les Oreads», ЦДХ, Москва
- 2008 — «Персональная Вселенная. Образ и Число», Проект, 10-я Международная Ярмарка интеллектуальной литературы «Non Fiction», ЦДХ, Москва
- 2008 — «Персональная Вселенная», Литературный музей, Москва
- 2007 — «Свет, Образ, Число», INMED, Marseille, France
- 2005 — «Мы — из Света», Aix-en Provance, France
- 2005 — «Светлана Богатырь и Жюльен Соле. Выставка живописи», Institut de Neurobiologie de la Mediterranee, Marseille
- 2004 — «Свет, Образ, Число», Chateau de Courtanvaux, France
- 2004 — «Свет, Образ, Число», Institut de Neurobiologie de la Mediterranee, Marseille
- 2004 — «Светлана Богатырь. Выставка рисунков» Atelier d’Architecture de Yolande Borel, Paris
- 2003 — «Светлана Богатырь. Живопись, графика» Galerie «Art Present», Paris, France
- 2003 — «Светлана Богатырь. Мы — из Света», L’Association Philomuses, 55 Quai des Grands Augustins, Paris
- 2003 — «Мы — из Света», Librairie Lettres Slaves, 76 Bd Brune, Paris
- 2003 — «Живопись, графика», Espasse Soussaline, 242 Bd. St. Germain, Paris
- 2003 — «Светлана Богатырь. Графика» Les Presses Universitaires de France, Bd St-Michel, Paris
- 2002 — «Эйдосы. Живопись, графика» Palisades Fine Arts, Los Angeles, California, USA
- 1999 — «Прозрачность. Светлана Богатырь — живопись, Игорь Шелковский — скульптура», Association «Art and Science», Paris, France
- 1996 — «Прозрачные пространства» Culture Center of Cachan, France
- 1994 — «Светлана Богатырь. Иллюзии Пространства и Времени», International Images Gallery, Pittsburgh
- 1993 — «Светлана Богатырь. Новые прозрачные пространства», Russia House, Washinghton DC, USA
- 1991 — «Светлана Богатырь. Прозрачные пространства» INSERM, Port-Royal, Paris, France
- 1990 — «Светлана Богатырь. Ретроспектива живописи 1974—1990» Выставочный зал дома художников, Кузнецкий мост, Москва
- 1989 — «Светлана Богатырь. Живопись», Robson Fine Arts, Boston, USA
- 1988 — «Светлана Богатырь. Живопись» Выставочный зал Всесоюзного Кардиологического Центра, Москва
- 1983 — «Выставка произведений Светланы Богатырь и Григория Брускина», "Выставочный зал художников, Вильнюс, Литва
- 1982 — «Светлана Богатырь. Живопись 1974—1982» Центральный Дом Работников Искусства, Москва
- 1979 — «Светлана Богатырь. Живопись 1974—1979», однодневная закрытая выставка, Дом художника, Кузнецкий мост, Москва
- 1978 — «Светлана Богатырь. Живопись» Культурный Центр Институра Ядерной Энергии им. Курчатова, Москва
- 1977 — «Светлана Богатырь. Живопись 1974—1977» Культурный Центр, Таллин, Эстония
- 1977 — «Светлана Богатырь. Живопись 1974—1977» Университет Тарту, Эстония

### Групповые выставки
- 1966 — Выставка молодых художников. Москва.
- 1966—1973 — Регулярное участие в выставках Союза Художников СССР.
- 1985 — Kennedy Center, Washington, USA
- 1987 — «Художник и его эпоха», Выставочный зал на Каширском шоссе, Москва
- 1987 — «Ретроспектива Советского независимого искусства 1957—1987» Выставочный зал «Эрмитаж», Москва
- 1988 — «Художник и время. Вторая выставка», Выставочный зал Дома Художников на Кузнецком, Москва
- 1988 — «Геометрия в искусстве» Выставочный зал на Каширском шоссе, Москва
  - «Лабиринт», Дом Молодёжи, Москва
  - «Советские художники о Грузии» Культурный центр Грузии, Москва
- 1989 — «Figuration Critique», Grand Palais, Paris.
- 1990 — «Арт-Миф-90», Центральный дом художника, Москва
  - «Figuration Critique», Grand Palais, Paris.
- 1991 — «Выставка Советско-Французской ассоциации», Центральный дом художника, Москва
  - "Contemporary Soviet Art ", Century Gallery, London.
- 1992 — «Figuration Critique», Grand Palais, Paris.
- 1993 — Gallery Basmadjian, Paris.
- 1994 — International Images Gallery, Pittsburgh, USA
- 1995 — Nouvelle Biennale de Cachan , Cachan, France
- 1997—1999 — Group Exposition, Cachan, France
  - International Images Gallery, Pittsburgh, USA
  - «Unknown Russia», Museum of Modern Russian Art, Jersey City, NY, USA
- 2000 — Group Exposition, Ceilloux-2000, France
  - «Women of Russia», Museum of Modern Russian Art, Jersey City, NY, USA
- 2001 — Biennale de Cachan, Cachan, France — Biennale of graphics, Museum of Modern Russian Art, Jersey City, NY, USA
- 2002 Chemin d’art, Cachan, France Mimi Ferzt Gallery, New-York, USA
- 2003 -«Unknown Russia» Museum of Modern Russian Art, Jersey City, NY, USA
  - Chemin d’art, Cachan, France
- 2004 — Biennale of graphique art , Stella Galerie, Paris
  - «Русский Париж в Нью-Йорке», Museum of Modern Russian Art, Jersey City, NY, USA
- 2007 — Галерея «Новый Эрмитаж», Москва
- 2008 — «Зарипов и его коллекция», Музей Современного Искусства, Москва

## Семья
- Отец — Захар Антонович Богатырь  Архивная копия от 23 сентября 2015 на Wayback Machine. Родился 1 сентября 1909 года в селе Коломак Харьковской области. До 1930 года был рабочим. После войны занимал руководящие должности. Был депутатом Верховного Совета СССР 3-4-го созывов. Историк, кандидат исторических наук. Подполковник.
- Мать — Мария Федоровна Богатырь (Землянова). Родилась 29 января 1922 года в селе Алешковичи, Суземского района, Брянской области (до войны — Орловская область). 1965—1973 гг. — редактор Главного архивного управления при Совете министров СССР. 1973—1983 гг. — редактор редакционно-издательского отдела МЭСИ. Ушла из жизни 29 декабря 2020 года.
- Брат — Владимир.
- Муж — Пётр Дмитриевич Брежестовский (c 1988 г)[2][3][4].